# Sebastián de Aliaga y Colmenares
Sebastián Francisco Juan Jerónimo de Aliaga Sotomayor y Colmenares (Lima, * 18 de julio de 1743 - † 1 de enero de 1817), fue un noble terrateniente y funcionario colonial en el Virreinato del Perú. Por herencia de su tío, VI Marqués de Zelada de la Fuente.

## Biografía
Fueron sus padres los criollos limeños Juan José de Aliaga Sotomayor y Oyagüe, descendiente del conquistador Jerónimo de Aliaga, y María Josefa de Colmenares Fernández de Córdoba, hija de Sebastián de Colmenares y Vega, I conde de Polentinos. Inició sus estudios en el Real Colegio de San Martín, al mismo tiempo que era nombrado capitán del Regimiento de la Nobleza (1760), siendo poco después nombrado corregidor de Chancay (1763-1768).
Elegido alcalde ordinario de Lima (1775), asumió por matrimonio el cargo de tesorero perpetuo de la Real Casa de la Moneda durante más de tres décadas (1780-1817). Al fallecer su tío, Felipe Colmenares y Fernández de Córdoba, heredó el título de Marqués de Zelada de la Fuente (1807) y ante la invasión napoleónica de España hizo un préstamo a las cajas reales de 6.000 pesos (1809). Al constituirse el Regimiento de la Concordia del Perú fue reconocido como capitán de una compañía de granaderos (1811) y sucesivamente promovido a comandante del primer batallón (1812) y a coronel del ejército (1813).

## Matrimonio y descendencia
Contrajo nupcias en Lima (25 de septiembre de 1779), con la dama criolla María Mercedes de Santa Cruz y Querejazu, IV condesa de San Juan de Lurigancho, con quien tuvo los siguientes hijos:
1. Juan José de Aliaga y Santa Cruz, V conde de San Juan de Lurigancho.
2. María del Carmen Aliaga.
3. Diego de Aliaga y Santa Cruz.
4. Juana Rosa de Aliaga.
5. Juana Nepomucena de Aliaga.
6. María Petronila de Aliaga.
7. Petronila Alcántara de Aliaga.

| Predecesor: Juan Ortiz de Foronda | Alcalde ordinario de Lima Primer voto 1775 | Sucesor: Juan Esteban de la Puente y Castro |